# جورج غاي
جورج غاي (بالفرنسية: Georges Gay)‏ هو دراج فرنسي، ولد في 21 مارس 1926 في Saint-Cirgues, Lot ‏ في فرنسا، وتوفي في 8 يوليو 1997 في تولوز في فرنسا.

## وصلات خارجية
- جورج غاي على موقع أرشيف الدراجات (الإنجليزية)
- جورج غاي على موقع إحصائيات الدراجات الإحترافية (الإنجليزية)